# Plettenkeller
Der Plettenkeller ist ein vom Regierungspräsidium Tübingen am 5. Dezember 1984 durch Verordnung ausgewiesenes Naturschutzgebiet auf dem Gebiet der Gemeinden Ratshausen, Dotternhausen und der Stadt Schömberg im Zollernalbkreis.

## Lage
Das Naturschutzgebiet Plettenkeller liegt etwa einen Kilometer nordöstlich der Ortslage von Ratshausen. Es gehört zum Naturraum Hohe Schwabenalb. Das Schutzgebiet umfasst den steilen Südhang des Plettenbergs.
Das Naturschutzgebiet ist Bestandteil des FFH-Gebiets Östlicher Großer Heuberg und des Vogelschutzgebiets Südwestalb und Oberes Donautal.

## Schutzzweck
Der wesentliche Schutzzweck ist laut Schutzgebietsverordnung „den südlichen Plettenberg zu erhalten mit seiner absolut natürlichen Vegetation am Steilhang, der naturnahen Heide auf seiner Hochfläche und dem naturnahen Wald im «Plettenkeller». Die natürliche Verjüngung der Vegetation ist eine wichtige Voraussetzung, um die letzten natürlichen ökologischen Zellen zu bewahren. Hier werden in seltener Art auf engem Raum die Zusammenhänge zwischen geologischem Untergrund, geomorphologischen Vorgängen, Klima, Bodenbildung, Vegetation, Landeskultur und Landschaftsbild deutlich. Die extremen Relief‑, Klima- und Bodenbedingungen führen zu einer äußerst feingliedrigen Struktur von Lebensräumen für zahlreiche gefährdete, geschützte und seltene Pflanzen- und Tierarten.“

## Landschaftscharakter
Bei dem Gebiet handelt es sich um einen über 100 Meter hoch aufragenden Steilhang des Plettenbergs. Er wird von natürlichen Felsformationen, Schutthalden und Fichten-Blockwald dominiert. 1851 ereignete sich hier der «Bergschlipf von Ratshausen», ein Bergrutsch, der die Bergwand in ihrer heutigen Ausprägung entstehen ließ. Im Zentrum des Naturschutzgebiets befindet sich die ehemalige Ratshausener Kiesgrube, in der Schroppen abgebaut wurde.
Auf der anschließenden Hochfläche des Plettenbergs befinden sich Magerrasen und Wacholderheiden, die teilweise zum Naturschutzgebiet gehören.

## Flora und Fauna
Nennenswerte Arten im Gebiet sind das Bergkronwicken-Widderchen, der Berglaubsänger und ein autochthoner Bestand der Europäischen Eibe.